# نجفجاره
نجفجاره هي مدينة تقع في منطقة جنوب غرب دلهي في دلهي عاصمة الهند. وهي واحدة من التقسيمات الفرعية الثلاثة لمنطقة جنوب غرب دلهي. تقع نجفجاره في الجزء الجنوبي الغربي من دلهي وتتقاسم أراضيها مع جورجاون وباهادورجاره وهاريانا.